# أنشودة دينية

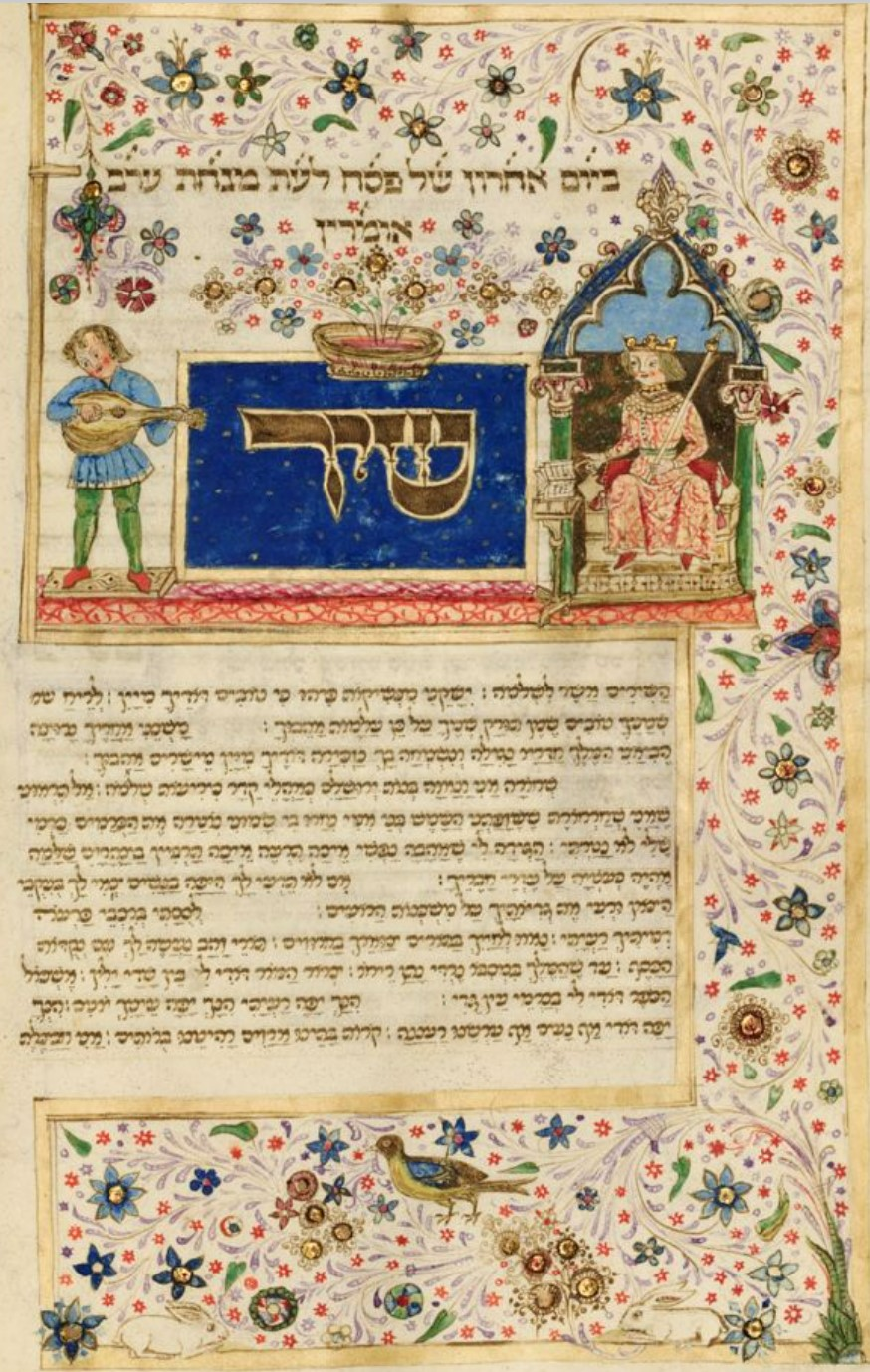
مخطوطة "اغنية من اغاني الروذرتشايلد ماهزور " في متحف ديسبورا في تل ابيب

الأنشودة الدينية أو الترنيمة الدينية كلماتها مأخوذة من الكتاب المقدس، تُنشد في صلوات معينة في الكنيسة.

## طالع المزيد
- نشيد مريم
- ترنيمة عيد الشكر
- الآن تطلق